# 3 a.m.
3 a.m. (englisch für „3 Uhr morgens“) ist ein Lied des US-amerikanischen Rappers Eminem. Der Song ist die dritte Singleauskopplung seines sechsten Studioalbums Relapse und wurde am 23. April 2009 ausschließlich zum Download veröffentlicht. 

## Inhalt
Das Lied wird dem Subgenre Horrorcore zugeordnet und handelt von den Taten eines Serienmörders. Dabei beschreibt Eminem in der ersten Strophe, wie ein potenzielles Opfer vor dem Täter durch einen dunklen Korridor flieht. Nun schlüpft Eminem in die Rolle des Mörders, der blutbeschmiert bei McDonald’s zu sich kommt und dort Leichen von Menschen vorfindet, die er während eines Black Outs umgebracht hat. Im Refrain rappt Eminem weiterhin aus Sicht des Mörders, der sein Haus um drei Uhr morgens betritt und dort viele Tote entdeckt, an deren Ermordung er sich nicht mehr erinnern kann. Die zweite Strophe handelt davon, wie der Triebtäter zu Hannah Montana masturbiert. Er fragt sich anschließend, wann diese Phase endlich enden wird, in der er Drogen nimmt, sich selbst verletzt und Leute systematisch ermordet. In der dritten Strophe erinnert sich der Mörder an das erste Mal, als er ein Familienmitglied umbrachte. Es war sein Cousin, den er zu Weihnachten fesselte und in der Badewanne zerstückelte. Anschließend trank er das blutige Badewasser. Nun ist es wieder drei Uhr morgens und er ist auf der Jagd nach dem nächsten Opfer.

## Produktion
Der Beat des Liedes wurde von Eminems Entdecker und Produzent Dr. Dre produziert. Dabei verwendete er keine Samples von Songs anderer Künstler.

## Musikvideo
Bei dem zu 3 a.m. gedrehten Musikvideo, das am 2. Mai 2009 Premiere feierte, führten Syndrome Regie.
Im Video spielt Eminem einen Mörder, der oberkörperfrei durch den Wald irrt und versucht, sich zu erinnern, was vergangene Nacht geschehen ist. Man sieht nun die Aufnahmen einer Überwachungskamera von 3 Uhr morgens, die zeigen, wie Eminem die Entzugsklinik Popsomp Hills betritt und dort Schwestern, Patienten und das Wachpersonal umbringt. Die Leichen liegen zum Teil zerstückelt und blutüberströmt auf dem Boden. Außerdem sitzt er in seinem Zimmer und sieht im Fernsehen das Video zu Crack a Bottle. Zwischendurch sieht man Eminem im Wald und in der Eingangshalle der Klinik rappen. Eine weitere Szene zeigt Eminem in einer Wanne voll Blut badend. Am Ende des Videos schreit er, nachdem er realisiert hat, dass seine Taten wirklich passiert sind.

## Single

### Covergestaltung
Das Singlecover ist sehr schlicht gehalten. Es zeigt lediglich die roten Schriftzüge Eminem und 3AM in eckigen Buchstaben auf schwarzem Hintergrund.

### Chartplatzierungen
3 a.m. belegte für eine Woche Platz 32 in den US-amerikanischen Charts. Im Vereinigten Königreich erreichte es Rang 56, wobei es sich hier zwei Wochen in den Charts halten konnte.
| ChartsChartplatzierungen       | Höchstplatzierung | Wochen |
| ------------------------------ | ----------------- | ------ |
| Vereinigte Staaten (Billboard) | 32 (1 Wo.)        | 1      |
| Vereinigtes Königreich (OCC)   | 56 (2 Wo.)        | 2      |

### Auszeichnungen für Musikverkäufe
Im Jahr 2018 erhielt 3 a.m. für mehr als 500.000 verkaufte Einheiten in den Vereinigten Staaten eine Goldene Schallplatte.

| Land/Region               | Auszeichnungen für Musikverkäufe (Land/Region, Auszeichnung, Verkäufe) | Verkäufe |
| ------------------------- | ---------------------------------------------------------------------- | -------- |
| Australien (ARIA)         | Gold                                                                   | 35.000   |
| Vereinigte Staaten (RIAA) | Gold                                                                   | 500.000  |
| Insgesamt                 | 2× Gold ·                                                              | 535.000  |

Hauptartikel: Eminem/Auszeichnungen für Musikverkäufe

## Remix

Cover des Remix’ von Travis Barker

Am 29. Mai 2009 veröffentlichte Travis Barker, Schlagzeuger der Rockband blink-182, einen Remix des Liedes. Dieser ist seit dem 11. August 2009 zum Download bei iTunes erhältlich. Das zugehörige Video zeigt den Drummer, der das Lied am Schlagzeug spielt. Der Remix ist auch auf der Singleversion zu Beautiful enthalten.